# Bobby Dillon
Bobby Dan Dillon (Contea di Bell, 2 febbraio 1930 – Temple, 22 agosto 2019) è stato un giocatore di football americano statunitense che ha militato nel ruolo safety nella National Football League (NFL). Nel 2020 è stato introdotto nella Pro Football Hall of Fame

## Carriera

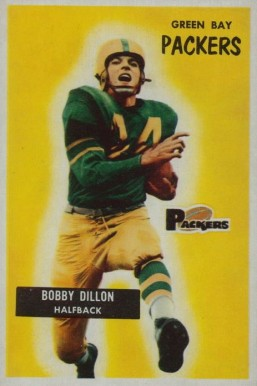
Dillon in una card del 1955

Dillon fu scelto dai Green Bay Packers nel corso del terzo giro (28º assoluto) del Draft NFL 1952. Vi giocò per tutta la carriera fino al 1959, diventando il leader della franchigia in intercetti con 52. Dillon guidò i Packers in sette delle sue otto stagioni nella lega e ne fece registrare 9 in tre occasioni Tra il 1953 e il 1958 fece registrare 48 intercetti, a una media di 8 a stagione. Al momento del ritiro era al secondo posto della storia della lega dietro a Emlen Tunnell, che all'epoca era suo compagno di squadra.
Per le sue abilità, Dillon fu soprannominato "il Falco" dai suoi compagni di squadra. In carriera, Dillon guadagnò 976 yard su ritorno di intercetto, inclusi 5 ritornati in touchdown, . Quelle 976 yard sono un record di franchigia e nel 1956 guidò la lega con 244 yard. Dillon condivide anche il record di franchigia di intercetti in una partita, 4, che fece registrare in una partita contro i futuri campioni NFL dei Detroit Lions nel Giorno del Ringraziamento del 1953. A meno di due minuti dal termine di quella partita, Dillon si infortunò al ginocchio e perse le ultime due gare della stagione. Malgrado ciò chiuse l'annata con 9 intercetti e tornò in forma per l'inizio della stagione 1954.
Dillon fu convocato per il Pro Bowl in ogni stagione dal 1955 al 1958 e fu inserito nella formazione ideale della stagione All-Pro dall'Associated Press  nel 1954, 1955, 1957, e 1958, oltre ad essere nominato All-Pro da altre pubblicazioni nel 1953 e 1956.
Nel corso della sua carriera, Dillon giocò per quattro allenatori: Gene Ronzani (1952–53), Lisle Blackbourn (1954–57), Scooter McLean (1958) e Vince Lombardi (1959). Durante la stagione 1957, mentre era ancora un giocatore, aiutò ad allenare i defensive back sotto Blackbourn dopo che l'allenatore Tom Hearden aveva subito un infarto.
Nel giugno del 1959, Dillon informò la squadra che intendeva ritirarsi. Tuttavia, il nuovo allenatore dei Packers Vince Lombardi inviò il direttore del personale Jack Vainisi per convincerlo a fare ritorno e questi ebbe successo. Disputò le prime otto partite della stagione 1959 prima di infortunarsi e perdere il posto di titolare in favore di John Symank. Dillon alla fine si ritirò a fine stagione all'età di 29 anni. Lombardi lo definì "il migliore della lega" e lo dichiarò insostituibile.

## Palmarès
- Convocazioni al Pro Bowl: 4

1954, 1955, 1957, 1958
- All-Pro: 4

1955-1958
- Packers Hall of Fame
- Pro Football Hall of Fame (classe del 2020)